# Comburente
Símbolo de risco "O" inerente às substâncias comburentes.
Comburente é um dos ingredientes necessários à combustão. Estes reagem com os gases liberados pelo combustível, formando a chama. São elementos fortemente oxidantes e sua quantidade regula a intensidade da chama. Altas quantidades de comburente podem gerar explosões.

## No caso decombustão espontânea
Por exemplo, a chama viva e azul do fogão (Esta é azul, devido haver a combustão total do elemento combustível, com pouco resíduo de carbono) ou da queima de um material, que pode ser por exemplo a gasolina natural, altamente inflamável. 

## Tipos de comburentes
O mais comum dos comburentes é o oxigênio, pois intensifica a reação química. Mas há casos isolados de combustões em que o comburente é o cloro, onde o bromo produz chama verde, e se combinado com o cloro fica azulado; ou o enxofre que produz chama amarela. O flúor também é um comburente e seu manuseio é muito perigoso.